# Nelson Bonilla
Nelson Bonilla Sánchez, né le 11 septembre 1990 à San Salvador au Salvador, est un footballeur international salvadorien, qui évolue au poste d'attaquant. 

## Biographie

### Carrière internationale
Nelson Bonilla est convoqué pour la première fois par le sélectionneur national Rubén Israel pour un match amical contre la Nouvelle-Zélande le 23 mai 2012 (2-2). Lors de sa deuxième sélection le 26 mai 2012, il marque son premier but contre la Moldavie lors d'un match amical (victoire 2-0).
Il dispute une Gold Cup en 2015, et participe également à une Copa Centroamericana en 2013.
Il compte 20 sélections et 7 buts avec l'équipe du Salvador depuis 2012.

## Palmarès
- Avec l'Alianza FC :
  - Champion du Salvador en C. 2011

## Statistiques

### Buts en sélection
Le tableau suivant liste les résultats de tous les buts inscrits par Nelson Bonilla avec l'équipe du Salvador.